# ディオン諸島
ディオン諸島（Dion Islands、ディオンしょとう）は南極半島の西方沖、アデリーランドのアレクサンドラ岬の南西11キロメートル (6 nmi)のマルグリット湾北部にある諸島である。諸島を構成する島は小さく、島々は岩でできている。ディオン諸島は1908年から1910年にかけてのフランスによる南極探検の最中に発見され、ジャン＝バティスト・シャルコーによってジュール・アルベール・デ・ディオンにちなみ命名された。ディオンはこの探検のためにスノーモービル3台を寄付した。また、探検のための装備を製造したのはディオンが経営するド・ディオン＝ブートンであった。

## 重要野鳥保護区
ディオン諸島にはズグロムナジロヒメウ約500組の繁殖地があるため、バードライフ・インターナショナルによって重要野鳥生息地に指定されている。コウテイペンギン約150組の小さな繁殖地もあり、コウテイペンギンの繁殖地としては知られている範囲で2番目に北にある。一番北にあるのはスノー・ヒル島である。また、陸上にあるコウテイペンギンの繁殖地はディオン諸島を含めて2つしかない。ペンギンの繁殖地があるため、ディオン諸島は南極特別保護地区 (ASPA 107)に指定されている。しかし、2011年には気候変動の影響により、この繁殖地は失われてしまったことが報告された。